# Powiat sanocki
Powiat sanocki – powiat w Polsce (południowo-wschodnia część województwa podkarpackiego), utworzony w 1999 roku w ramach reformy administracyjnej. Jego siedzibą jest miasto Sanok. Od wschodu graniczy z powiatem leskim, od południa ze słowackim powiatem Medzilaborce kraju preszowskiego, a od zachodu z powiatem krośnieńskim.
Według danych z 31 grudnia 2019 roku powiat zamieszkiwało 94 385 osób. Natomiast według danych z 30 czerwca 2020 roku powiat zamieszkiwało 94 166 osób.

## Podział administracyjny
W skład powiatu wchodzą:
- gminy miejskie: Sanok
- gminy miejsko-wiejskie: Zagórz
- gminy wiejskie: Besko, Bukowsko, Komańcza, Sanok, Tyrawa Wołoska, Zarszyn
- miasta: Sanok, Zagórz

## Demografia

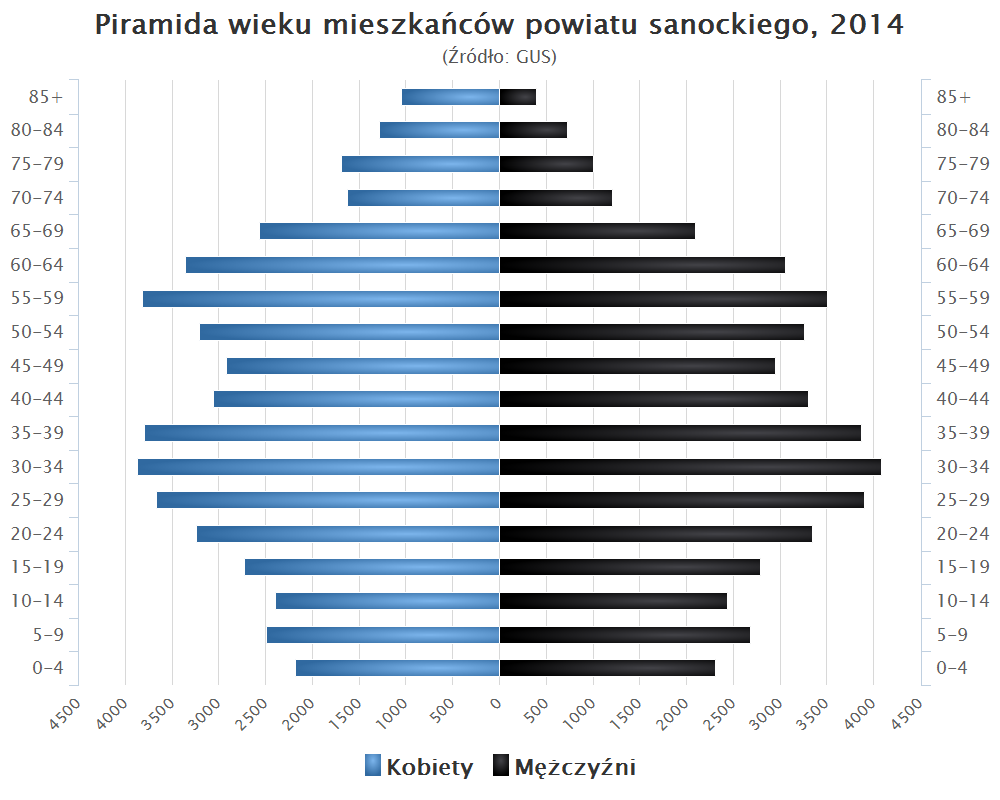
Piramida wieku mieszkańców powiatu sanockiego w 2014 roku

Liczba ludności (dane z 30 czerwca 2005):
|        | Ogółem | Ogółem | Kobiety | Kobiety | Mężczyźni | Mężczyźni |
| osób   | %      | osób   | %       | osób    | %         |           |
| ------ | ------ | ------ | ------- | ------- | --------- | --------- |
| Ogółem | 94 622 | 100    | 48 284  | 51,03   | 46 338    | 48,97     |
| Miasto | 44 537 | 47,07  | 23 196  | 24,51   | 21 341    | 22,55     |
| Wieś   | 50 085 | 52,93  | 25 088  | 26,51   | 24 997    | 26,42     |

▶Wieś vs ▶miasto
Ogółem (▶k, ▶m)
Miasto (▶k, ▶m)
Wieś (▶k, ▶m)

## Historia powiatu
Liczba ludności (dane z 31 grudnia 1898):
|        | Ogółem | Ogółem | Kobiety | Kobiety | Mężczyźni | Mężczyźni |
| osób   | %      | osób   | %       | osób    | %         |           |
| ------ | ------ | ------ | ------- | ------- | --------- | --------- |
| Ogółem | 95 306 | 100    | 48 704  | 51,10   | 46 602    | 48,90     |
| Miasto | 17 318 | 18,17  | 7807    | 8,19    | 9511      | 9,98      |
| Wieś   | 77 988 | 81,83  | 40 897  | 42,91   | 37 091    | 38,92     |

▶Wieś vs ▶miasto
Ogółem (▶k, ▶m)
Miasto (▶k, ▶m)
Wieś (▶k, ▶m)
Administracyjnie powiat sanocki w okresie do 1918 dzielił się na 130 gmin politycznych oraz 120 gmin katastralnych. W okresie zaborów w powiecie było 9 jednostek na prawach miasta i miasteczek: Bukowsko, Mrzygłód, Jaćmierz, Nowotaniec, Jaśliska, Tyrawa Wołoska, Zarszyn, Rymanów i Sanok.
Do roku 1956 granice powiatu sanockiego pokrywały się z przebiegiem granicy administracyjnej z okresu II RP. W roku 1954 dokonano niewielkiej korekty przyłączając kilka wsi, a mianowicie Wróblik Szlachecki, Dobrą, Kreców, Lachawę i Rozpucie. Tym samym powierzchnia powiatu sanockiego wynosząca w roku 1939 1282 km², wzrosła w roku 1954 do 1386 km². W obrębie powiatu znalazły się wówczas dwa miasta Sanok i Rymanów oraz 8 gmin administracyjnych: Bukowsko, Jaśliska, Komańcza, Mrzygłód, Rymanów, Sanok-wieś, Szczawne i Zarszyn.
Liczba mieszkańców powiatu sanockiego w roku 1939 wynosiła ok. 130 tys. mieszkańców. W roku 1947 w powiecie sanockim było ok. 51 tys. mieszkańców. Według danych demograficznych sporządzonych przed rokiem 1939 powiat sanocki zamieszkiwało 59,5% ludności etnicznie polskiej, 33,4% ukraińsko-ruskiej oraz 6,4% ludności żydowskiej. W wyniku działań wojennych oraz polityki władz niemieckich znaczna część ludności żydowskiej została deportowana do ZSRR lub uległa zagładzie.
W październiku 1939 utworzono nową jednostkę administracyjną – Landkreis Sanok w składzie dystryktu krakowskiego, która funkcjonowała do sierpnia 1944. Obszar powiatu powiększono wówczas do 2585,6 km². W tym okresie do powiatu sanockiego napłynęła blisko 20 tys. migracja ludności ukraińskiej z terenów położonych za Sanem, w tym do samego Sanoka blisko 3500 osób.
Największe straty na przestrzeni swoich dziejów powiat sanocki poniósł w okresie walk ze zbrojnym podziemiem ukraińskim w latach 1944–1947. Spalonych wówczas zostało całkowicie lub częściowo przez UPA kilkadziesiąt wsi i miast, w tym Bykowce, Besko, Bukowsko, Czaszyn, Czystogarb, Dębna, Dołżyca, Dudyńce, Hłomcza, Hołuczków, Jędruszkowce, Jurowce, Kalnica, Karlików, Komańcza, Kreców, Lachawa, Lalin, Liszna, Łodzina, Łukowe, Łupków, Międzybrodzie, Mików, Mokre, Morochów, Moszczaniec, Mrzygłód, Nadolany, Nagórzany, Niebieszczany, Nowosielce, Nowotaniec, Odrzechowa, Olchowa, Pielnia, Pobiedno, Poraż, Prusiek, Raczkowa, Radoszyce, Rakowa, Rozpucie, Rzepedź, Sanoczek, Siemuszowa, Smolnik, Stróże Małe, Stróże Wielkie, Szczawne, Średnie Wielkie, Tarnawa Dolna, Tarnawa Górna, Tokarnia, Trepcza, Turzańsk, Tyrawa Solna, Tyrawa Wołoska, Wisłok Wielki, Wola Krecowska, Wola Michowa, Wola Piotrowa, Wola Sękowa, Wolica, Wujskie, Wysoczany, Zahutyń, Załuż i Zboiska. Ogółem w latach 1939–1947 w powiecie sanockim spłonęło 6332 zagrody wiejskie o wartości 27 mln złotych sprzed roku 1939.
W roku 1950 w powiecie zanotowano liczbę 55 tys. mieszkańców, a w 1960 72,5 tys.
Rozporządzeniem Rady Ministrów z dnia 6 października 1972, zniesiono powiat sanocki (jego część włączono do utworzonego wówczas powiatu bieszczadzkiego), a z miasta Sanok utworzono powiat miejski Sanok, poszerzając dotychczasowe granice miasta.
| Rok         | 1565   | 1898   | 1939    | 1947   | 1950   | 1960   | 2005   |
| Zaludnienie | 76 866 | 95 306 | 130 000 | 51 000 | 55 000 | 72 500 | 94 622 |

## Starostowie
Starostowie po reformie samorządowej z 1998
- Edward Olejko (1998–2002) (AWS)
- Bogdan Struś (2002–2006) (SLD)
- Wacław Krawczyk (2006–2010)
- Sebastian Niżnik (2010–2014) (PO)
- Roman Konieczny (2014–2018) (PiS)
- Stanisław Chęć (2018–2024) (PiS)
- Robert Pieszczoch (od 2024)

Wicestarostowie po reformie samorządowej z 1998
- Czesława Kurasz (1998–2002)
- Zbigniew Daszyk (2002–2006)
- Andrzej Bożydar Radwański (2006–2010)
- Wacław Krawczyk (2010–2018)
- Janusz Cecuła (2018–2024)
- Damian Biskup (od 2024)

## Religia
- Katolicyzm
  - Kościół rzymskokatolicki
  - Kościół greckokatolicki
  - Kościół Polskokatolicki
- Prawosławie
  - Polski Autokefaliczny Kościół Prawosławny
- Protestantyzm
  - Ewangeliczna Wspólnota Zielonoświątkowa
  - Kościół Adwentystów Dnia Siódmego
- Świadkowie Jehowy: 3 zbory[8]

## Sąsiednie powiaty
- powiat krośnieński
- powiat brzozowski
- powiat przemyski
- powiat bieszczadzki
- powiat leski